# Samara Weaving
Samara Weaving (Adelaide, 23 de fevereiro de 1992) é uma atriz australiana. Começou sua carreira com o papel de Kirsten Mulroney na série australiana Out of the Blue (2008). Ela ganhou destaque com sua interpretação de Indi Walker na novela Home and Away (2009-2013), pela qual recebeu uma indicação da Academia Australiana de Cinema e Televisão (AACTA) de Melhor Atuação Feminina.
Após sua saída de Home and Away, Weaving foi atrás de papéis nos Estados Unidos, estrelando a primeira temporada da série Ash vs Evil Dead (2015–2016) e se tornando uma personagem regular em SMILF (2017–2019). Em 2017, ela estrelou os filmes Mayhem, The Babysitter e Three Billboards Outside Ebbing, Missouri; por este último, ganhou o Prêmio Screen Actors Guild de Melhor Elenco. A atriz ganhou elogios por interpretar Grace em Ready or Not (2019) — seu primeiro papel principal em um filme americano lançado nos cinemas —, o qual, ao lado de Mayhem, The Babysitter e Scream VI, estabeleceu-a como uma Rainha do grito.
Weaving tem alternado frequentemente entre cinema e televisão, estrelando as minisséries Picnic at Hanging Rock (2018), Hollywood (2020) e Nine Perfect Strangers (2021), e tendo papéis nos filmes Guns Akimbo (2019), Last Moment of Clarity ( 2020), The Babysitter: Killer Queen (2020) e Bill & Ted Face the Music (2020).

## Biografia
Samara nasceu em Adelaide, na Austrália, mas cresceu em Singapura, Fiji e Indonésia. Seu pai, Simon Weaving, é um filmmaker e o diretor de arte do festival Canberra International Film Festival. É sobrinha do ator de teatro e cinema Hugo Weaving. Juntamente com sua família, mudou-se para Canberra em 2005 para que estudasse na escola Canberra Girls Grammar School. Em virtude do seu desempenho, tornou-se a líder do teatro dramático da escola e, feito isso, apareceu posteriormente em várias encenações teatrais.

## Carreira
Sua maior atuação ocorreu em 2008, no papel de Kirsten Mulroney na novela Out of The Blue, da BBC. Em 2009, participou da novela australiana Home and Away como Indi Walker. Anos depois, a equipe decidiu inseri-la novamente no papel de Indi e, para isso, moveu-se de Canberra para Sydney.

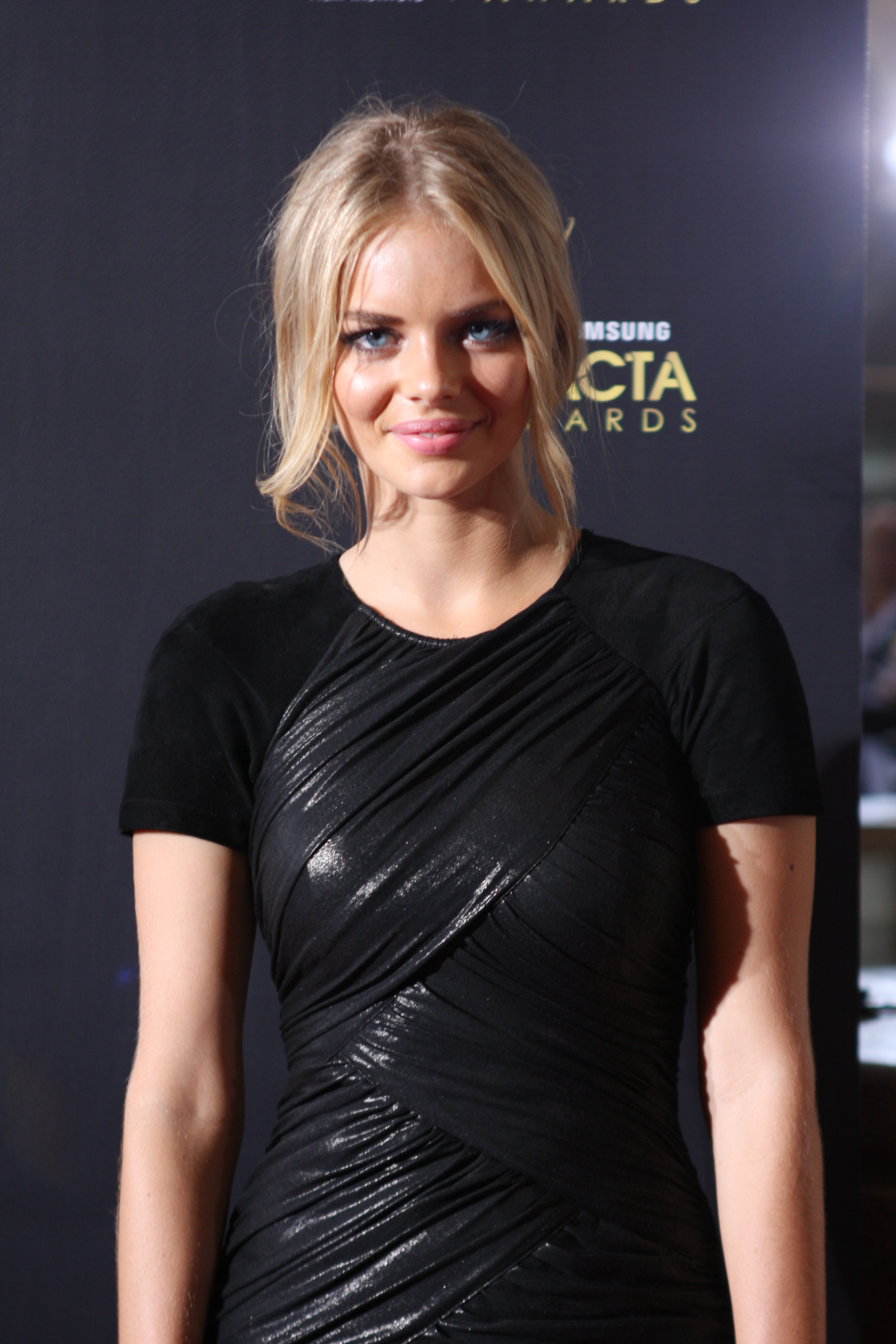
Weaving nos Prêmios AACTA de 2012

Devido a encenação de Indi Walker, foi nomeada ao 1st AACTA Awards em 2012 na categoria de Audeince Choice Award for Best Female Performance in a Television Drama. Em julho de 2013, foi confirmada na filmagem dos últimos episódios de Home and Away. Ao sentir que a novela tinha tomado proporções internacionais, decidiu almejar outros papeis. No mesmo ano, apareceu no filme policial Mystery Road, juntamente com o seu tio Hugo Weaving. Em 2015, teve um papel recorrente na primeira temporada da série de televisão Ash vs Evil Dead. Além disso, fez uma aparição na série Squirrel Boys.
Sua carreira de modelo começou em 2012 na empresa de calcinhas Bonds. Durante a primeira campanha da empresa do ano de 2014, apareceu ao lado do surfista australiano Owen Wright. Em 2016, fez parte da ação de comédia Monster Trucks, como Brianne. Em 2017, apareceu no videoclipe Attention, de Charlie Puth. Protagonizou, ainda, a comédia de terror The Babysitter, lançada em outubro do mesmo ano.  A atriz fez parte do elenco do filme thriller Mayhem, juntamente com Steven Yeun e da minissérie Picnic at Hanging Rock, ao lado de Natalie Dormer e Yael Stone.
Ela estrelou o filme de comédia-terror Ready or Not (2019).  O filme e sua performance receberam críticas positivas. Ela então estrelou a comédia de ação Guns Akimbo (2019) e o drama Last Moment of Clarity (2020).
Ela interpretou Claire na minissérie da Netflix Hollywood, criada por Ryan Murphy. Weaving interpreta Thea Preston, filha do personagem de Alex Winter, em Bill & Ted Face the Music (2020), e interpretará Scarlett em Snake Eyes: G.I. Joe Origins (2021). Weaving também se juntou ao elenco da minissérie dramática do Hulu, Nine Perfect Strangers, que é baseada no romance homônimo de Liane Moriarty. Weaving interpreta Jessica, uma das estranhas que frequenta um resort de saúde e bem-estar. Weaving interpretará a socialite americana Elizabeth Patterson Bonaparte na cinebiografia de Adam Leon, Liz, e a ex-coelhinha da playboy, Holly Madison, em uma série limitada de televisão baseada nas memórias de Madison Down the Rabbit Hole: Curious Adventures e Cautionary Tales of a Ex-Playboy Bunny. Ela apareceu em Scream 6 (2023).

## Imagem pública

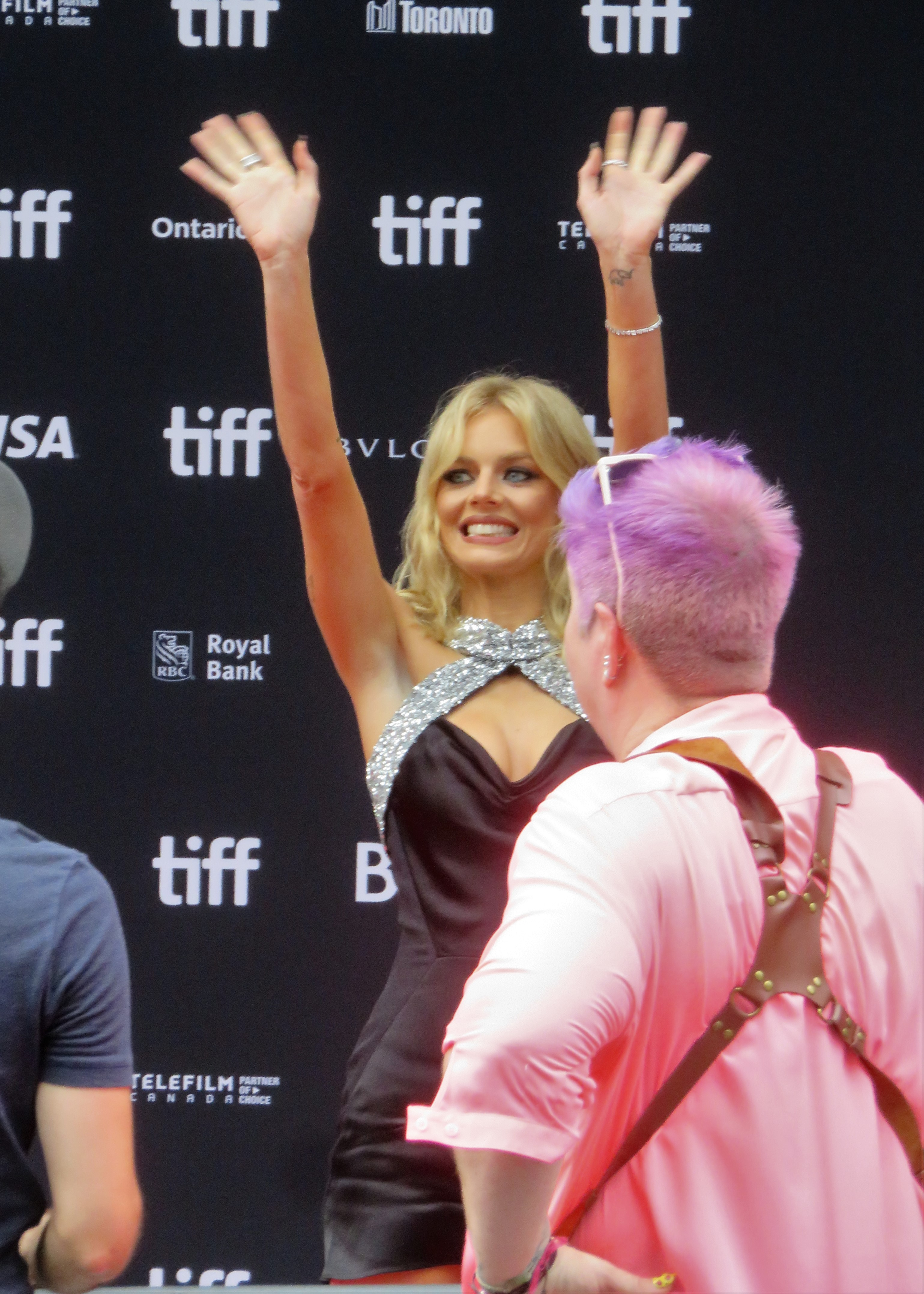
Weaving na estreia do filme Chevalier (2022) no Festival Internacional de Cinema de Toronto

Ao longo de sua carreira, Weaving estrelou em diferentes gêneros de filmes, principalmente em filmes do gênero terror, dentre os quais: Ready or Not, Mayhem, The Babysitter e Scream VI; em consequência, ficou conhecida como uma rainha do grito. O cineasta Tyler Gillett, que, juntamente com Matt Bettinelli-Olpin, a dirigiu em Ready or Not e Scream VI, afirmou que a atriz é "uma das nossas favoritas" e a presença dela em Scream VI inspirou-os a "se divertir com o papel" e usar o "nível de empolgação [por parte do fandom] em torno de seu envolvimento [no filme]", e disse que "ela tem o melhor grito do mundo!". Kevin McCall, do Collider, afirmou que "Weaving continua a se solidificar como um ícone do gênero [terror]". Em 2019, ao analisar a trajetória da atriz ao The Sydney Morning Herald, Elaine Lipworth escreveu que ela "está rapidamente ganhando reputação como um dos jovens talentos mais empolgantes de Hollywood".
Weaving já apareceu em revistas como Harper's Bazaar e Women’s Health.

## Filmografia

### Cinema
| Ano  | Título                                    | Papel                              | Notas          |
| ---- | ----------------------------------------- | ---------------------------------- | -------------- |
| 2013 | Mystery Road                              | Peggy                              |                |
| 2014 | Growing Young                             | Minks                              | Curta-metragem |
| 2015 | He Who Has It All                         | Serena                             | Curta-metragem |
| 2016 | Bad Girl                                  | Chloe Buchanan / Jessica Cooper    |                |
| 2016 | Monster Trucks                            | Brianne                            |                |
| 2017 | Mayhem                                    | Melanie Cross                      |                |
| 2017 | Three Billboards Outside Ebbing, Missouri | Penelope                           |                |
| 2017 | The Babysitter                            | Bee                                |                |
| 2019 | Ready or Not                              | Grace                              |                |
| 2019 | Guns Akimbo                               | Nix                                |                |
| 2020 | 100% Wolf                                 | Batty                              |                |
| 2020 | Last Moment of Clarity                    | Georgia Outerbridge / Lauren Clerk |                |
| 2020 | Bill & Ted Face the Music                 | Thea Preston                       |                |
| 2020 | The Babysitter: Killer Queen              | Bee                                |                |
| 2021 | Snake Eyes: G.I. Joe Origins              | Scarlett                           |                |
| 2022 | The Valet                                 | Olivia                             |                |
| 2022 | Chevalier                                 | Marie-Josephine                    |                |
| 2022 | Babylon                                   | Constance Moore                    |                |
| 2023 | Scream VI                                 | Laura Crane                        |                |
| 2024 | Azrael                                    | Azrael                             |                |
| 2024 | 200% Wolf                                 |                                    |                |

### Televisão
| Ano       | Título                 | Papel            | Notas         |
| --------- | ---------------------- | ---------------- | ------------- |
| 2008      | Out of the Blue        | Kirsten Mulroney | 50 episódios  |
| 2009–2013 | Home and Away          | Indi Walker      | 336 episódios |
| 2015      | Squirrel Boys          | Kelly            | 3 episódios   |
| 2015–2016 | Ash vs Evil Dead       | Heather          | 3 episódios   |
| 2017–2019 | SMILF                  | Nelson Rose      | 18 episódios  |
| 2018      | Picnic at Hanging Rock | Irma Leopold     | 6 episódios   |
| 2020      | Hollywood              | Claire Wood      | 7 episódios   |
| 2021      | No Activity            | Sue              | 5 episódios   |
| 2021      | Nine Perfect Strangers | Jessica Chandler | 8 episódios   |

### Videoclipe
| Ano  | Título      | Artista      |
| ---- | ----------- | ------------ |
| 2017 | "Attention" | Charlie Puth |